# Life parade

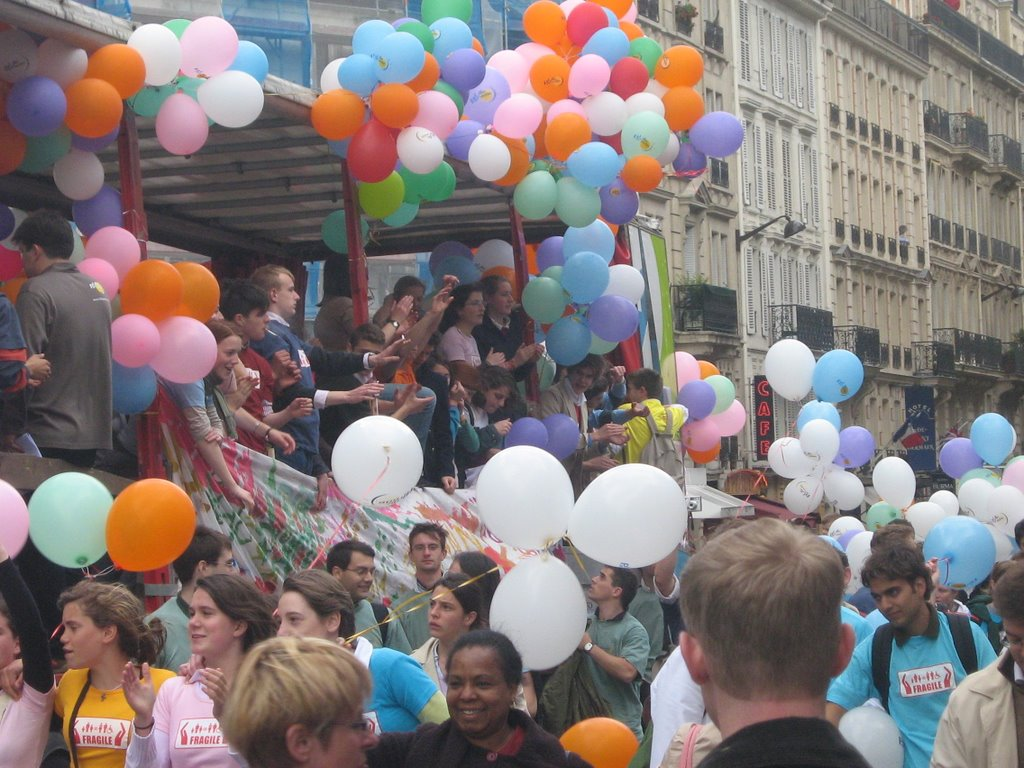
La Life parade, édition 2006

La Life Parade est une association loi de 1901 qui organise chaque année une parade anti-avortement. 

## La parade et le festival
Créée en 2005 par Émile Duport, militant catholique,, elle organise chaque année une parade du même nom, la Life parade, manifestation anti-avortement. En 2005 elle réunit moins de 3000 personnes selon la police mais de 10000 à 15000 participants selon les organisateurs.
Jean-Pierre Foucault soutient l'édition 2006[source insuffisante].
La troisième édition de la Life Parade se tient le 17 mars 2007 à Paris. En pleine campagne électorale, elle a rassemblé plus de mille participants (1300 selon la police, 10 000 selon les organisateurs) dont de nombreux jeunes sur le thème de la promotion de la famille et du "Non à l'homoparentalité".
En 2018, l'association est déboutée de ses demandes formulées à l'encontre de Hello Asso, à qui elle reprochait d'avoir suspendu puis supprimé une collecte créé par celle-ci au bénéfice des Survivants, à la tête de sites internet de désinformation anti-IVG, ce dont elle est déboutée.